# Regió de Drava
La Regió del Drava (en eslovè Podravska regija) és una de les dotze regions estadístiques en les quals se subdivideix Eslovènia. Es diu així pel riu Drava.
Al desembre de 2005, tenia 319.235 habitants.
Els següents municipis pertanyen a la regió:
- Benedikt
- Cerkvenjak
- Destrnik
- Dornava
- Duplek
- Gorišnica
- Hajdina
- Hoče-Slivnica
- Juršinci
- Kidričevo
- Kungota
- Lenart
- Lovrenc na Pohorju
- Majšperk
- Maribor
- Markovci
- Miklavž na Dravskem polju
- Oplotnica
- Ormož
- Pesnica
- Podlehnik
- Ptuj
- Rače-Fram
- Ruše
- Selnica ob Dravi
- Šentilj
- Slovenska Bistrica
- Starše
- Sveta Ana
- Sveti Andraž v Slovenskih goricah
- Trnovska vas
- Videm
- Zavrč
- Žetale